# مدیواکا
مدیواکا (به لاتین: Mediwaka) یک منطقهٔ مسکونی در سری‌لانکا است که در استان مرکزی (سری‌لانکا) واقع شده‌است.